# AppleTalk Address Resolution Protocol
AppleTalk Address Resolution Protocol (AARP) ist ein Begriff aus der Informatik.
Das AppleTalk Address Resolution Protocol, oder kurz AARP, ist ein Protokoll, dass die Adressen dynamisch von der Sicherungsschicht auf höhere Schichten abbildet. AARP benutzt die physikalische Token-Ring- oder Ethernet-Adresse zur Abbildung der Knoten in einem AppleTalk-Netz. Als Bestandteil der AppleTalk MIB ist die AARP-Tabelle in der Lage die Address Mapping-Tabelle zu verwalten.
Es ist definiert in RFC 1742.
Das Protokoll gehört zur Sicherungsschicht.

## Der AppleTalk-Protokollstapel
Die AppleTalk-Protokolle lassen sich in mehrere Schichten einteilen, die einen Protokollstapel (protocol stack) bilden.
Die Protokolle lassen sich wie folgt in das ISO-OSI-Referenzmodell einordnen:
| OSI-Schicht | AppleTalk Protokollstapel | AppleTalk Protokollstapel | AppleTalk Protokollstapel | AppleTalk Protokollstapel | AppleTalk Protokollstapel | AppleTalk Protokollstapel | AppleTalk Protokollstapel |
| 7           |                           |                           | AFP                       | PAP                       |                           |                           |                           |
| 6           |                           |                           | AFP                       | PAP                       |                           |                           |                           |
| 5           | ZIP                       | ZIP                       | ASP                       |                           |                           | ADSP                      |                           |
| 4           |                           | ATP                       | ATP                       | AEP                       | NBP                       |                           | RTMP                      |
| 3           | DDP                       | DDP                       | DDP                       | DDP                       | DDP                       | DDP                       | DDP                       |
| 2           |                           | LLAP                      | ELAP                      | TLAP                      | FDDI                      | ←AARP                     |                           |
| 1           |                           | LocalTalk                 | Ethernet Treiber          | Token Ring Treiber        | FDDI Treiber              |                           |                           |